# Vincenzo Catena

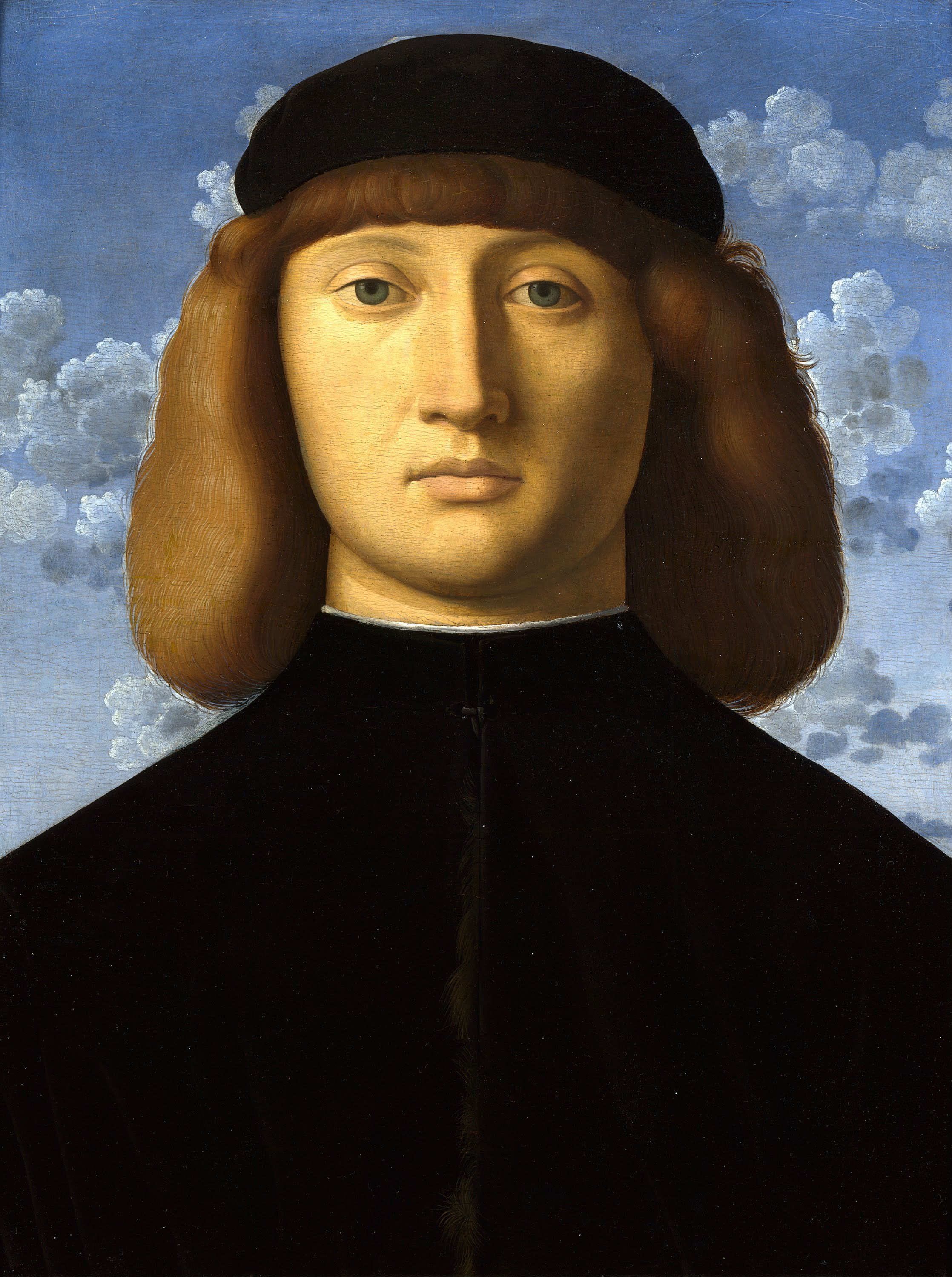
Portret van een jongeman, ca. 1510

Vincenzo Catena, eigenlijk Vincenzo di Biagio (Venetië, ca. 1480 – aldaar, tussen 10 en 29 september 1531) was een Italiaans kunstschilder uit de tijd van de Italiaanse renaissance.

## Leven en werk
Over Catena’s vroege jaren is weinig bekend. Zijn eerste werken vertonen invloeden van Antonello da Messina en Cima da Conegliano. Zijn grootste voorbeelden waren echter Giovanni Bellini en Giorgione. Later werd zijn werk ook beïnvloed door Cima en Titiaan. Zijn vroege werk geldt als ‘stijfjes’ en van mindere kwaliteit. Vanaf 1510 wordt zijn werk als ‘volwassen’ beschouwd. Tot zijn bekendste werken worden gerekend: Madonna en Kind met Johannes de Doper en Sint Petrus (1512, thans in de Hermitage),  Portret van een jongeman (ca. 1910, thans in de National Gallery) en het Portret van Giangiorgio Trissino (1525, thans in het Louvre).
Catena’s aanzien in het begin van de zestiende eeuw was aanzienlijk, hetgeen mede kan worden afgeleid uit de diverse opdrachten die hij kreeg van doge Leonardo Loredano. Er bestaat een overzicht uit 1520 van zijn vriend Marcantonio Michiel met een grote hoeveelheid werken van zijn hand die zich op dat moment in privéverzamelingen van vooraanstaande Venetianen bevinden. Hij groeide uit tot een vermogend man. Hij had contacten in de hoogste Venetiaanse adel en met belangrijke geleerden en kunstenaars uit zijn tijd. Hij was bijvoorbeeld getuige bij het huwelijk van kunstschilder Sebastiano del Piombo.
Op 10 september 1531 veranderde Catena nog zijn testament. Op 29 september van hetzelfde jaar wordt hij als overleden gemeld.

## Galerij

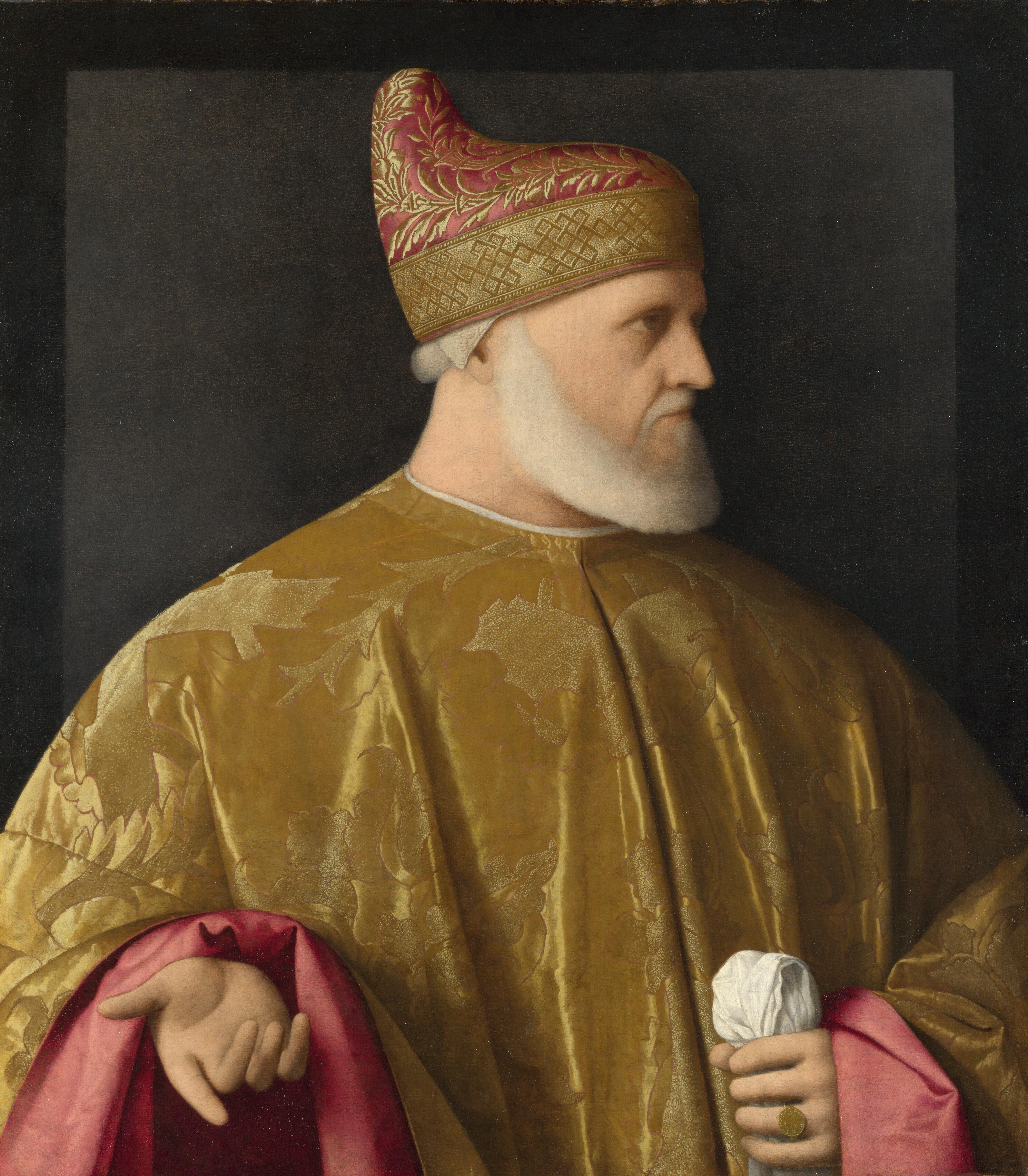
Portret van doge Andrea Gritti
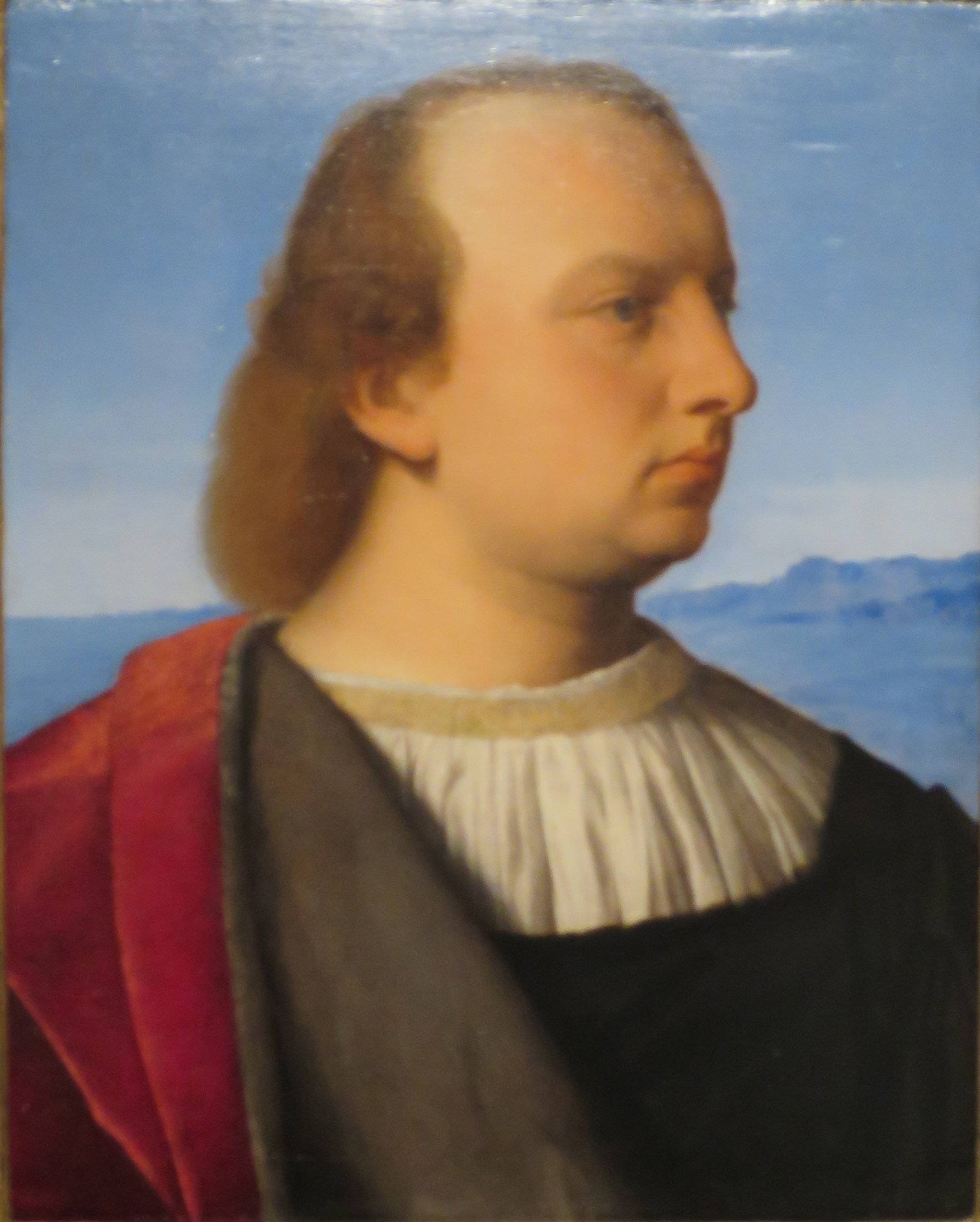
Portret van Giambattista Memmo, ca. 1510
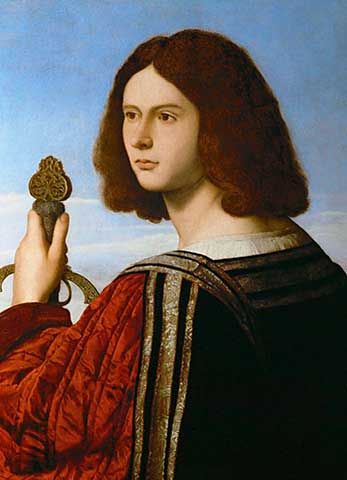
Francesco Maria della Rovere
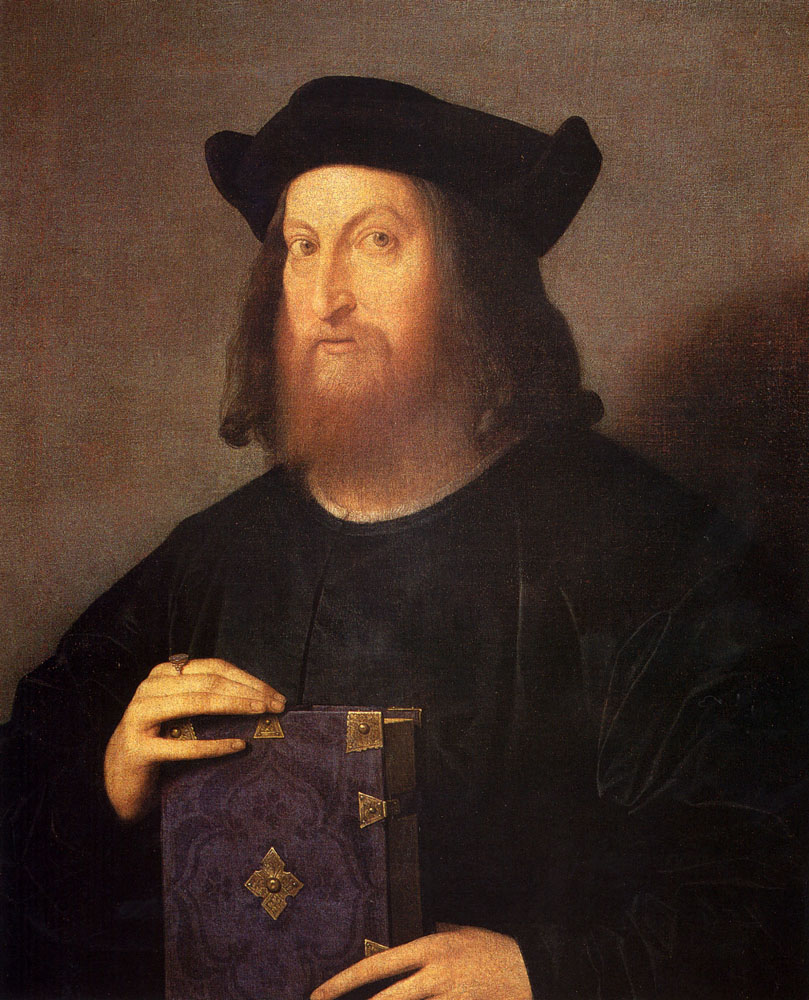
Portret van Giangiorgio Trissino
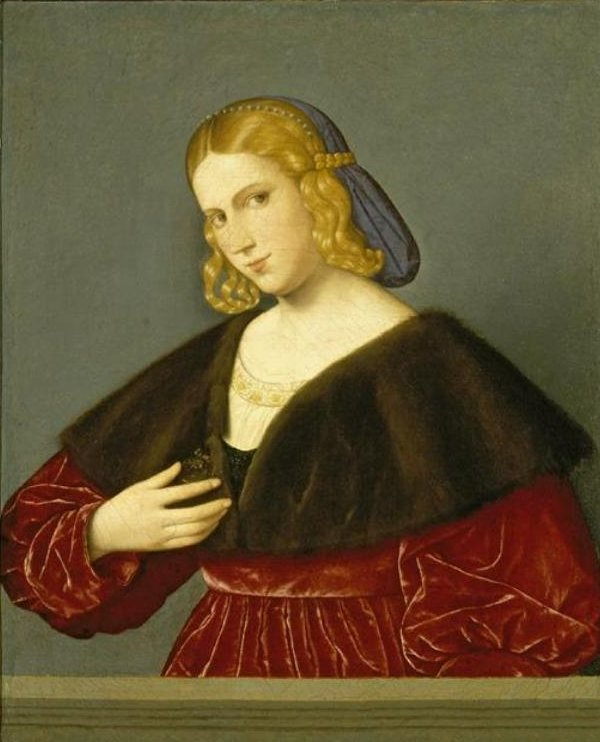
Portret van een vrouw, 1520
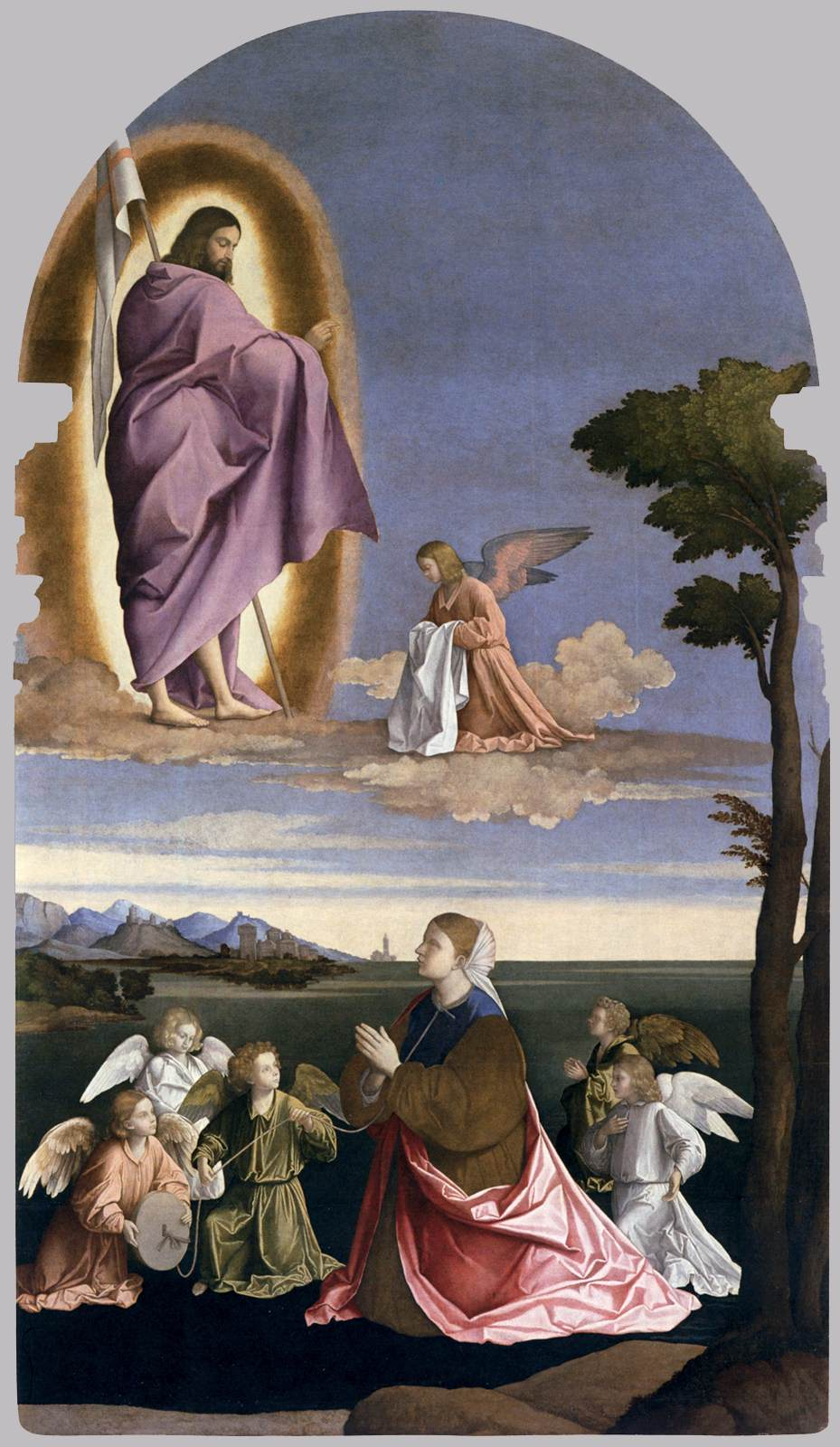
Santa Cristina Altaarstuk, ca. 1520
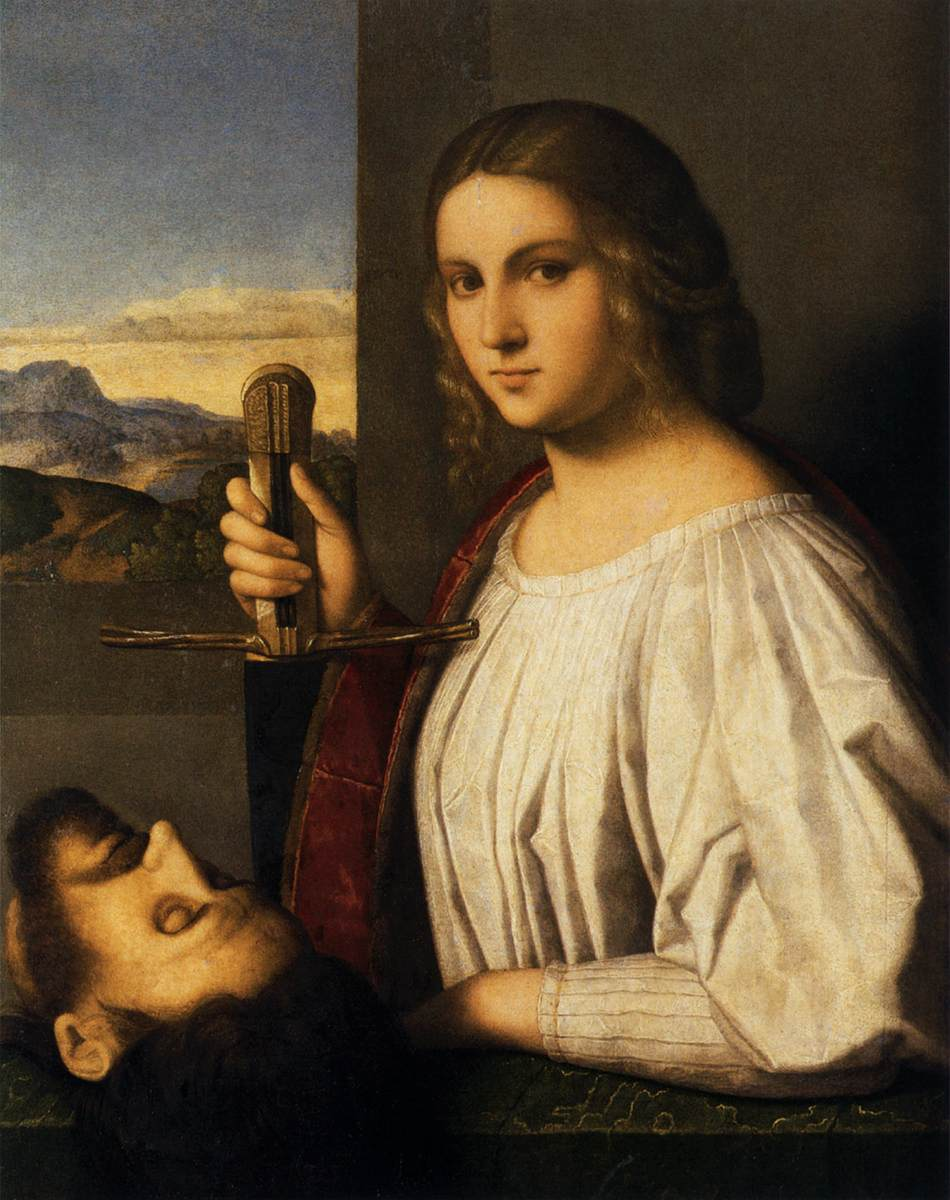
Judith
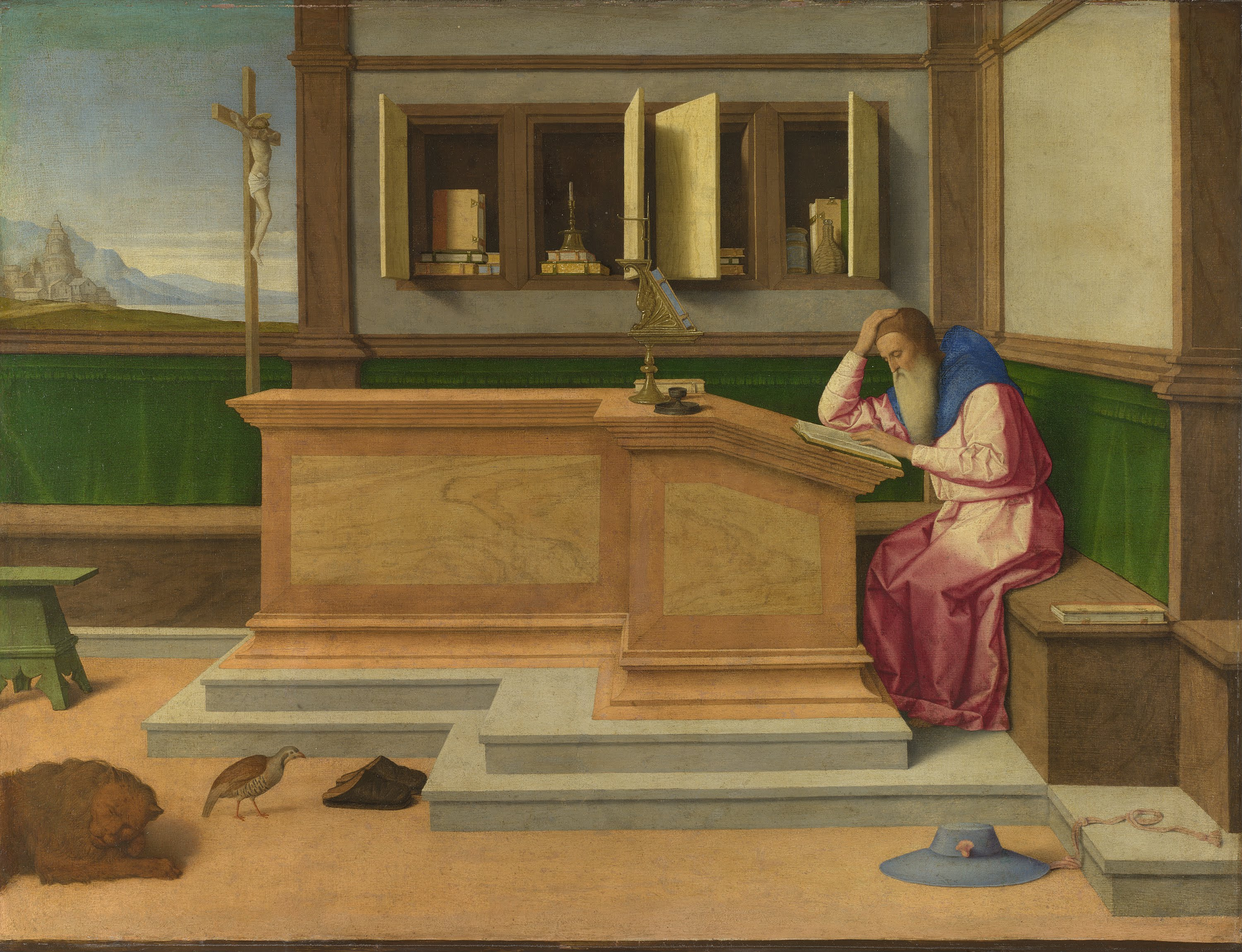
Heilige hyronymus in zijn huis
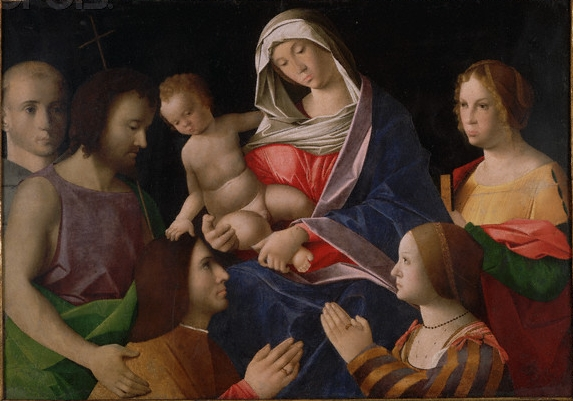
Madonna en kind met heiligen
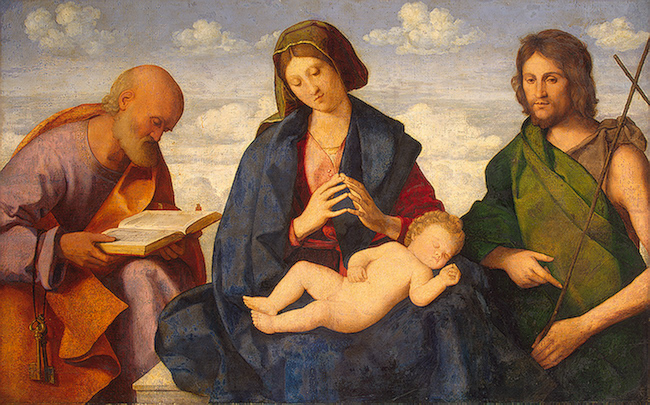
Madonna en Kind met Johannes de Doper en Sint Petrus, 1512